# Mormyrus cyaneus
Mormyrus cyaneus är en fiskart som beskrevs av Roberts och Stewart, 1976. Mormyrus cyaneus ingår i släktet Mormyrus och familjen Mormyridae. IUCN kategoriserar arten globalt som sårbar. Inga underarter finns listade i Catalogue of Life.